# Simav Çayı
Pour les articles homonymes, voir Simav.
Le Simav Çayı (« rivière de Simav » en français) ou Susurluk Çayı, ancien Macestus de l'Antiquité (du grec ancien : Μέκεστος / Mékestos ; en latin : Macestus) est un fleuve de Turquie, dans l'ancienne Mysie, qui se jette dans la mer de Marmara.

## Géographie
Prenant sa source au pied du mont Şaphane (en) dans la province de Kütahya, il traverse la plaine de Simav et pénètre ensuite dans la province de Balıkesir. Retenu par le barrage de Çaygören, il arrose la plaine de Susurluk jusqu'à la ville de Karacabey, près de laquelle il est rejoint par la Nilüfer Çayı. Strabon fait du Maceste l'affluent du Rhyndaque (actuelle Nilüfer) mais la topographie actuelle inverse les rôles, avec le Simav Çayı comme cours principal. Son embouchure fait face à l'île d'İmralı (en grec Βέσϐικος / Bésbikos), qui sert actuellement de prison de haute sécurité.